# Mosquiter d'ulleres de Bianchi
El mosquiter d'ulleres de Bianchi (Phylloscopus valentini) és una espècie d'ocell de la família dels fil·loscòpids (Phylloscopidae). Es troba a la Xina, Laos, Myanmar, Tailàndia i Vietnam. Els seus hàbitats principals són els boscos temperats i els boscos tropicals i subtropicals de frondoses humits de les terres baixes i de l'estatge montà. El seu estat de conservació es considera de risc mínim.
L'epitet específic valentini fa referència al zoòleg rus Valentin Bianchi (1857-1920.